# Buttonwood Covered Bridge
Die Buttonwood Covered Bridge ist eine denkmalgeschützte Brücke im Lycoming County im US-Bundesstaat Pennsylvania.
Die 1898 errichtete, knapp 23 m lange Brücke überquert den Little Pine Creek, einen Zufluss des Pine Creek. Sie ist eine von drei erhaltenen gedeckten Brücken des County und von diesen die kürzeste. Die Buttonwood Covered Bridge wurde am 24. Juli 1980 als Bauwerk in das National Register of Historic Places aufgenommen.